# Büyükdere (Sarıyer)
 (juillet 2025).
Si vous disposez d'ouvrages ou d'articles de référence ou si vous connaissez des sites web de qualité traitant du thème abordé ici, merci de compléter l'article en donnant les références utiles à sa vérifiabilité et en les liant à la section « Notes et références ».
Büyükdere est un quartier du district de Sarıyer dans la province d'Istanbul, en Turquie. Il est situé sur le littoral européen du Bosphore, à environ 2 km au sud-ouest de Sarıyer. Dans le passé, cette localité abritait également des minorités grecque et arménienne.
Une route principale de 14 km de long, l'avenue Büyükdere commence au sud du quartier et se poursuit jusqu'à la mosquée Şişli devenant une principale rue financière et commerciale du quartier de Şişli.

## Lieux
- Musée Sadberk Hanım[1]